# 上京会寧府
上京会寧府（じょうけい-かいねいふ）は、金朝が設置した府。中国黒竜江省ハルビン市の南東、阿城区白城に所在する。

## 概要
1069年（咸雍5年）に遼により会寧県（現在の黒竜江省ハルビン市阿城区白城）に会寧州が設置された。1115年（収国元年）、女真（ジュシェン）居住域の中心に置かれ、金朝の都城と定められた。当時の管轄区域は松花江・牡丹江・長白山を結ぶ地域とされた。1124年（天会2年）に会寧府と改められ、金3代皇帝熙宗の時代、1138年（天眷元年）に上京会寧府とされた。
都城は、長方形の南北2つの土城より構成され、北城は南北に長く南北約1.9キロメートル、東西約1.5キロメートル、それに南接して築かれた南城は東西に長く南北約1.5キロメートル、東西約2.0キロメートルの範囲に城壁が築かれ、全体では南北に長く東西に短いL字状の形状をなしている。
1153年（貞元元年）に燕京に遷都すると間もなく会寧府とされたが、1173年（大定13年）に再び上京会寧府とされた。金末にモンゴル帝国が進入すると上京会寧府は廃止された。

## 下部行政区画
- 会寧県
- 曲江県
- 宜春県

## 位置
- 北緯45度32分12秒 東経126度58分02秒 / 北緯45.5368度 東経126.9671度座標: 北緯45度32分12秒 東経126度58分02秒 / 北緯45.5368度 東経126.9671度